# Няльмозеро (озеро, Карелия)
Няльмозеро — озеро на территории Вешкельского сельского поселения Суоярвского района Республики Карелия.

## Общие сведения
Площадь озера — 1 км², площадь водосборного бассейна — 25,6 км². Располагается на высоте 121,6 метров над уровнем моря.
Форма озера продолговатая: вытянуто с севера на юг. Берега преимущественно заболоченные.
Через озеро протекает река Няльма, впадающая в реку Шуя.
Населённые пункты возле озера отсутствуют. Ближайший — деревня Хаутаваара — расположен в 9 км к юго-западу от озера.
Код объекта в государственном водном реестре — 01040100111102000016900.